# Сара Кеннінг
Клер Ріаннон Голд, відома як Са́ра Ке́ннінг (англ. Sara Canning; нар. 14 липня 1987 року, Гандер,  Ньюфаундленд, Канада) — канадська акторка та фігуристка. Відома з ролі Дженни Соммерс із телесеріалу «Щоденники вампіра» (2009).

## Життя
Народилась 14 червня 1987 року в Гандері (Ньюфаундленд, Канада). З раннього дитинства проявляла акторські здібності. У підлітковому віці разом із батьками вона багато переїжджала, училась у кількох школах. Успішно закінчила курси акторської майстерності у Ванкуверській школі кіномистецтв (Vancouver Film School). 

## Кар'єра
У театрі Citadel Theater в Едмонтоні професійно дебютувала на сцені в постановці «1984». Певний час підробляла в ресторані. Невдовзі вирішила зануритися в кіноіндустрію, знялась у серіалі Таємниці Смолвіля (2008) у ролі Кет, а відтак ще в кількох фільмах.
Кеннінг знайшла агента й почала зніматися в телесеріалах і телевізійних фільмах у Ванкувері. Її перша роль — Нікі Гілтон у фільмі «Принцеса папарацій: Історія Періс Гілтон» (2008). 2009 року виконала головну роль Енн Слаті в фільмі, заснованому на реальних подіях «Викрадена в білий день». Знялась у пілотному випуску серіалу «Щоденники вампіра» для телеканалу The CW. Тоді ж виконала головну роль Меггі Макгрегор у художньому фільмі «Чорне поле». Фільм було представлено на Міжнародному Кінофестивалі у Ванкувері 2009 року. Через три тижні після зйомок у «Чорному полі» дізналася, що серіал «Щоденники вампіра» був прийнятий, а тому зйомки продовжились.

## Особисте життя
14 липня 2008 року одружилася з банкіром Кімом Вокером, удівцем Лани Кларксон (1962—2003). В січні 2011 року чоловік помер від раку мозку.
22 серпня 2009 року Кеннінг була заарештована разом зі своїми колегами за серіалом «Щоденники вампіра» Ніною Добрев, Кендіс Акколою, Кайлою Юелл і фотографом Тайлером Шилдсом у Джорджії за порушення громадського порядку. За повідомленнями, акторки висвічували машини, що проїжджали під Автодорожнім мостом Грохота в Форсайті, Джорджія. Фотограф Тайлер Шилдс був оштрафований на $4000.

## Фільмографія
| Фільм                               | Роль             | Рік                                                        |
| ----------------------------------- | ---------------- | ---------------------------------------------------------- |
| «Таємниці Смолвіля»                 | Кет              | 2008                                                       |
| «Paparazzi Princess»                | Нікі Гілтон      | 2008                                                       |
| «Удар по воротах 3»                 | Гоп              | 2008                                                       |
| «Викрадена в білий день»            | Анна Слуті       | 2008                                                       |
| «Кайл XY»                           | Редхід           | 2009, епізод «In the Company of Men»                       |
| «Come Dance at My Wedding»          | Андреа Меріман   | 2009                                                       |
| «Темні небеса»                      | Дженні           | 2009                                                       |
| «Black Field»                       | Меггі Макгрегор  | 2009                                                       |
| Щоденники вампіра                   | Дженна Соммерс   | 2009—2011                                                  |
| Надприродне                         | Лідія            | 2012, епізод 7.13 Убивчі дівчата. (англ. The Slice Girls)) |
| Закон Ханни                         | Ганна            | 2012                                                       |
| Corvus                              | Дама             | 2012                                                       |
| Портал юрського періоду: Новий світ | Ділан Вейр       | 2012                                                       |
| I think I do                        | Одрі Раян        | 2012                                                       |
| Кінг і Максвелл                     | Claire Culpepper | 2013, епізод 1.07 «Сімейний бізнес»                        |
| Garage Sale Mystery                 | Ганна            | 2013                                                       |
| I Put a Hit on You                  | Гарпер           | 2013                                                       |
| Право на помилку                    | Коллет           | 2013                                                       |
| Untitled Eadweard Muybridge Project | Flora            | 2014                                                       |
| Розгром                             | Summer           | дата невдома                                               |